# Antoni Gołaszewski
Antoni Gołaszewski herbu Kościesza (ur. 14 czerwca 1745 w Gołaszach-Dębiu, zm. 24 kwietnia 1824 w Przemyślu) – biskup przemyski w latach 1786–1824.

## Życiorys
Syn Jana i Ewy z Gołaszewskich. Po śmierci ojca (1753) pod opieką najstarszego brata, Walentego. Wyprawiony do szkoły jezuickiej do Krosna. Miał zostać prawnikiem. Brat przygotował mu posadę u kasztelana wiślickiego. Wbrew życzeniu brata rozpoczął studia teologiczne w Krakowie. W 1778 został proboszczem w Brzozowie.
W 1786 cesarz mianował Antoniego Gołaszewskiego biskupem przemyskim, nominację zatwierdził papież. Hrabia Ewaryst Andrzej Kuropatnicki w wydanym w tym samym roku dziełku pt. „Geografia (...) Galicyi i Lodomeryi”, przedstawiając Brzozów (miasto rezydencjonalne rzymskokatolickich biskupów przemyskich), tak podsumował tę nominację: ...biskup przemyski, niegdyś adjutor jeneralny dwóch następnych po sobie swych poprzedników biskupów i kanonik katedralny przemyski, wielkie umiarkowanie ludzkie i grzeczne z każdym postępowanie, roztropność w użyciu wielkiego rozumu i nauki; te przymioty nietylko go każdemu miłym czynią, ale i monarsze przełożone, taką mu na wakujące biskupstwo nominacyą wyrobiły.
Gołaszewski popierał reformy Józefa II dążące do podporządkowania Kościoła państwu. Po śmierci cesarza wyjednał u następców liczne przywileje dla Kościoła w Galicji. Był dobrym gospodarzem w dobrach biskupich, wspomagał ubogą młodzież. Był członkiem komisji pełnomocnej lwowskiej, powołanej w 1790 roku dla układów z Leopoldem II Habsburgiem. Był członkiem konfederacji Sejmu Czteroletniego.
W 1806 poświęcił kościół w Nozdrzcu. W dekrecie z 1817 o uznał obraz Przemienienia Pańskiego w Cmolasie za cudowny i darował srebrne sukienki.
Został pochowany w podziemiach katedry przemyskiej.